# Stratospongilla indica
Stratospongilla indica är en svampdjursart som först beskrevs av Annandale 1908.  Stratospongilla indica ingår i släktet Stratospongilla och familjen Spongillidae. Inga underarter finns listade i Catalogue of Life.